# Exarchia

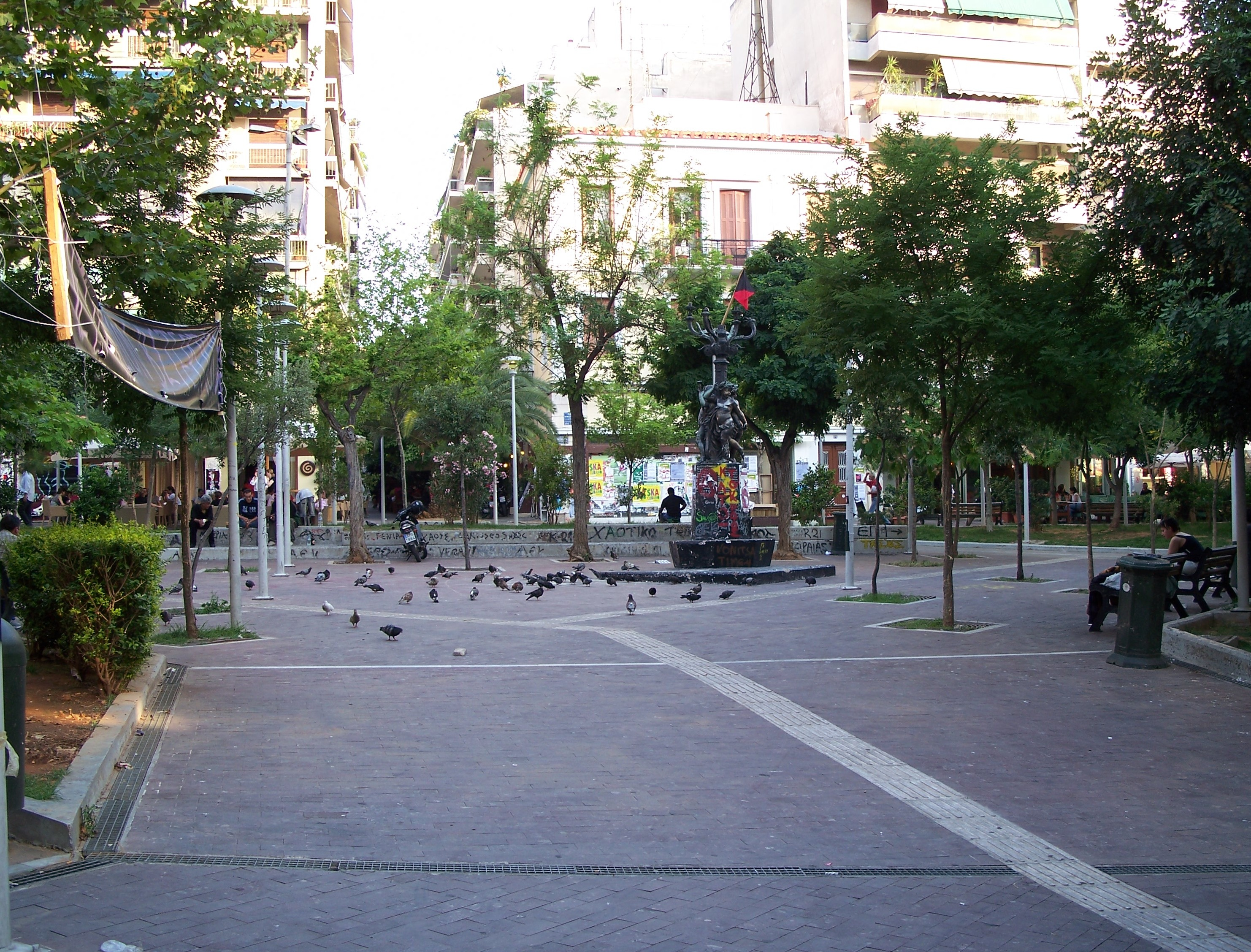
Platia Exarchion (πλατεία Εξαρχείων).

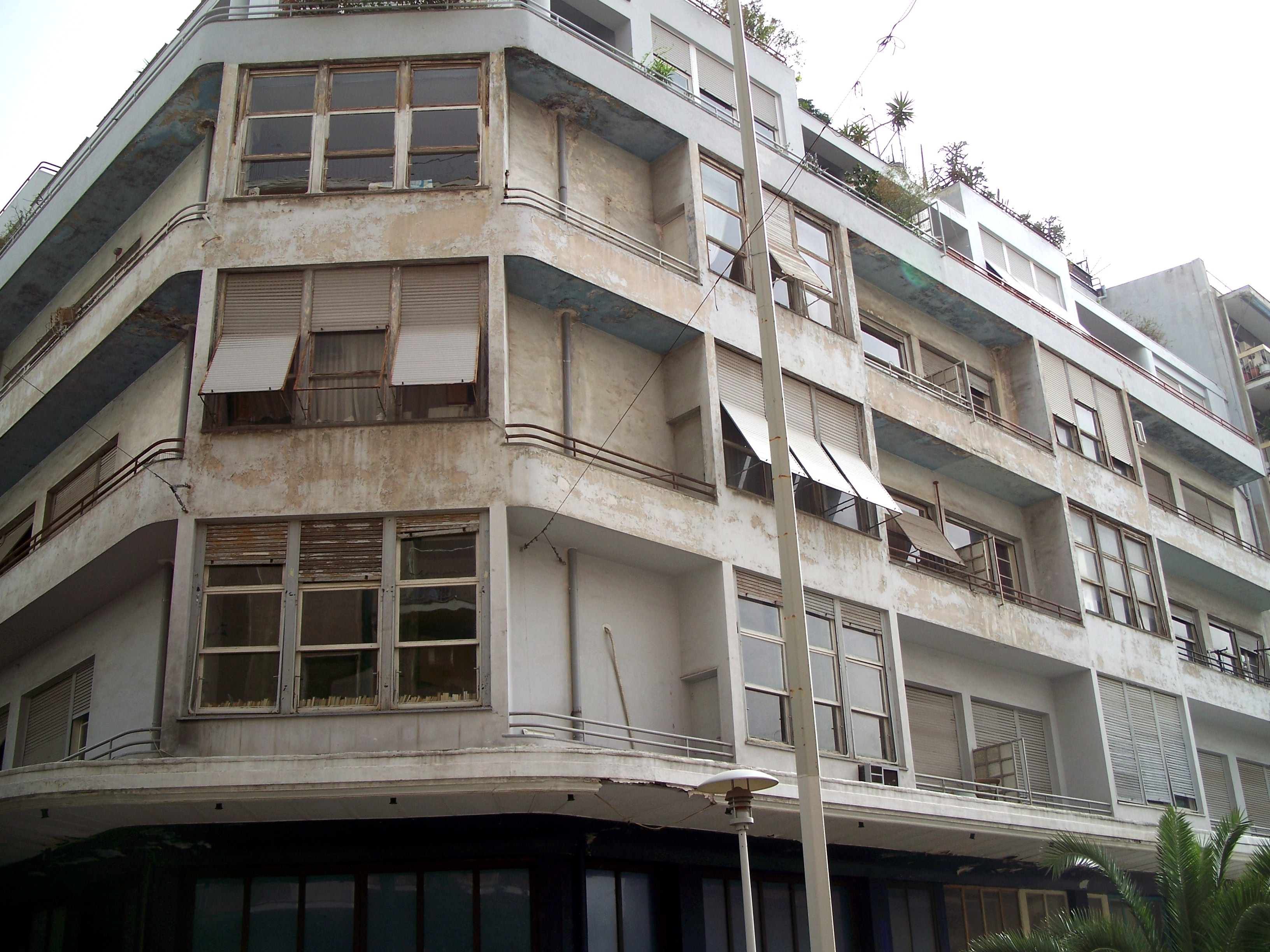
Das blaue Appartementhaus war Wohnsitz zahlreicher Prominenter und ein Paradebeispiel des alten Athener Appartementhauses der 1920–/1930er-Jahre

Exarchia (griechisch Εξάρχεια (n. pl.)) ist ein Stadtviertel nördlich des Zentrums der griechischen Hauptstadt Athen, das als Studentenviertel und Szenetreffpunkt gilt.

## Lage
Das 1880 bis 1890 entstandene Viertel soll seinen Namen nach einem Lebensmittelhändler namens Exarchos erhalten haben. Zentrum des Viertels ist die Platia Exarchion.
Es erstreckt sich zwischen der Panepistimiou, dem Archäologischen Nationalmuseum, der Leoforos Alexandras und dem Strefi-Hügel (griechisch Λόφος Στρέφη) um die Odos Emanouil Benaki und Odos Themistikleous. Nahtlos ist der Übergang zum wohlhabenden Viertel Kolonaki, zu dem es südöstlich eine Verwaltungsgrenze hat.

## Charakter

Karte von Exarchia – Ausschreitungen 2008

Das Viertel wird von zahlreichen Studenten bewohnt und gilt als Zentrum der alternativen Szene. Neben Universitätsinstituten, Buch- und Schreibwarenhandlungen sowie Copy-Shops prägen zahlreiche Cafés, Tavernen, Kneipen und Imbissstände, aber auch mit Graffiti bemalte Hauswände das Straßenbild. Die Gegend weist ein reges Nachtleben mit etlichen Rembetiko-Lokalen auf. Jedoch macht immer wieder der Drogenhandel Probleme.
Schon traditionell nehmen hier Protestaktionen und Demonstrationen ihren Ausgang. Im November 1973 begann hier der Aufstand am Polytechnikum gegen die Herrschaft der Militärjunta, der nach einigen Tagen blutig niedergeschlagen wurde. Seit Jahren gilt Exarchia insbesondere als Zentrum von anarchistischen Autonomen, die regelmäßig an politischen Kundgebungen und Demonstrationen teilnehmen.
Zwischen 1978 und 1980 entstand die Bewegung der Hausbesetzungen in Griechenland von Exarchia ausgehend. Das Viertel war Austragungsort des Kampfs um den städtischen Raum, zwischen Polizei und Verwaltung gegen anarchistische Bestrebungen. Ab 1984 wurden verstärkt Jugendsubkulturen zum Ziel der Repression, besonders die Punks. Das gipfelte von September 1984 bis Anfang 1986 in der „Operation Areti“, mit der die Polizei versuchte die Punks aus Exarchia zu vertreiben. Wichtige Ereignisse waren die Besetzungen der Chemischen Universität, u. a. am 9. Mai 1985 und am 17. November desselben Jahres, nach dem der Schüler Michalis Kaltezas von der Polizei erschossen wurde.[5]
Im März 2009 rissen Bewohner des Stadtteils Pflaster und Asphalt eines Parkplatzes auf und pflanzten Büsche und Blumen ein, um einen Park anzulegen. Außer dem kleinen Strefi-Hügel gab es bis dahin keine Grünfläche in Exarchia. Seitdem bietet dieser selbstverwaltete „städtische Raum für alle“ neben einem Spielplatz auch eine Bühne für Theater- und Filmaufführungen und Diskussionsrunden, wie der 2017 veröffentlichte Dokumentarfilm ‚Parko‘ (Regie: Clara Stella Hüneke) zeigt.

Seit August 2022 ist die Platia von Exarchia eine abgesperrte Baustelle für den geplanten Bau einer umstrittenen Metro Station. Die Baustelle wird rund um die Uhr von der Polizei bewacht. Die Bevölkerung protestiert regelmäßig gegen diese Baustelle sowie gegen Gentrifizierung und Tourismus.[3]

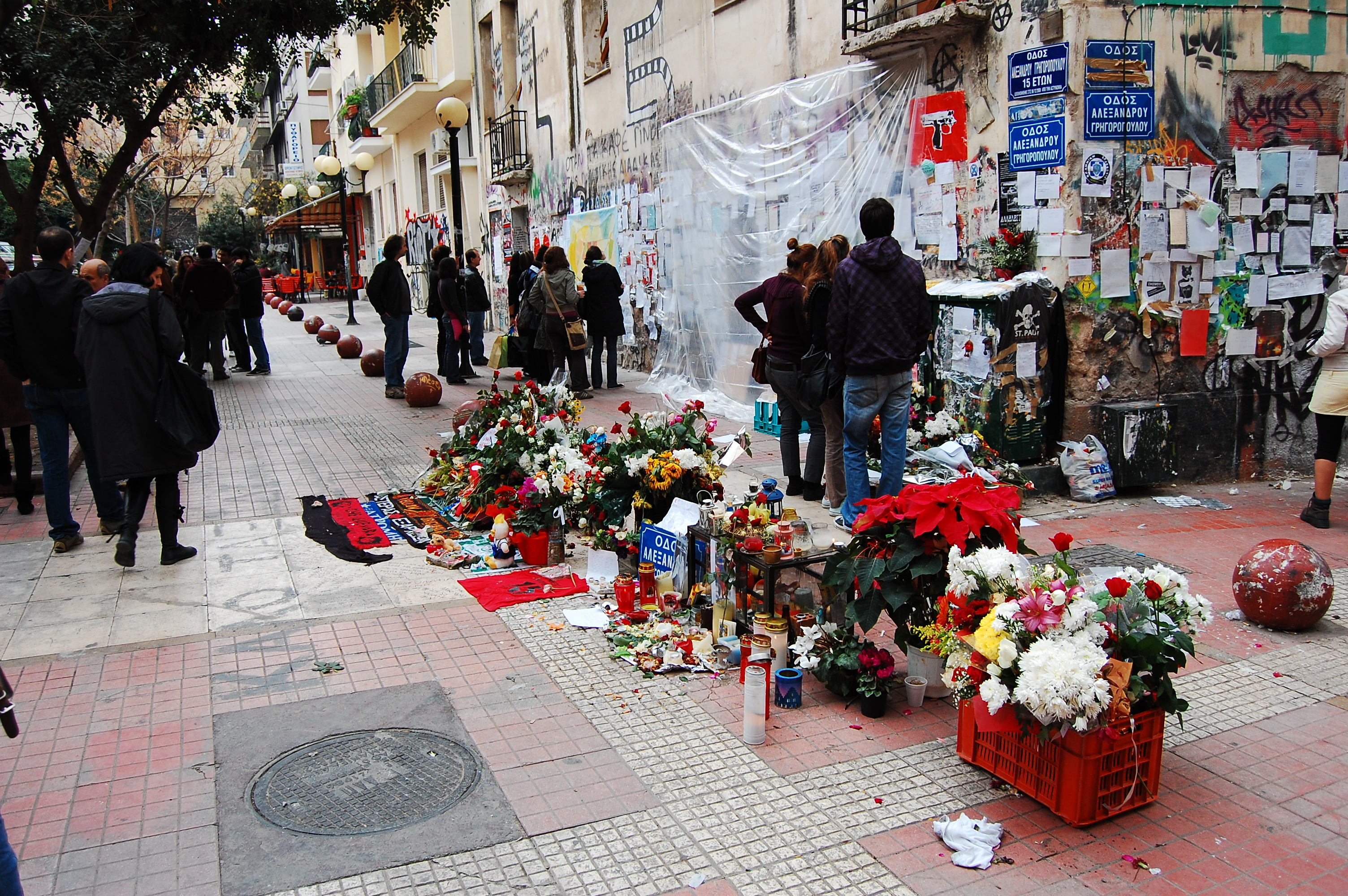
Gedenkstätte für Alexandros Grigoropoulos, 2008

## Zentrum von Unruhen
Der älteste überlieferte Zusammenstoß von Studenten mit der Polizei in Exarchia fand am 11. Mai 1959 statt und wurde unter dem Namen „Skiadika“ bekannt. Auslöser war das Verprügeln von Studenten der Wirtschaftsuniversität; Demonstranten forderten ihre Freilassung. Während der Deutschen Besatzung fand eines der ersten Treffen der Widerstandsorganisation EAM am 27. September 1941 in Exarchia statt. Dieser Widerstand ging auch in Exarchia ab 1944 (Beginn des Bürgerkriegs) nahtlos in Gefechte mit britischen Truppen über.[5]
Am 6. Dezember 2008 wurde der 15 Jahre alte Alexandros-Andreas Grigoropoulos in Exarchia von Polizisten erschossen. Daraufhin brachen in Athen und anderen griechischen Städten schwere Unruhen aus, bei denen zahlreiche Geschäfte, Banken und Autos in Brand gesetzt wurden. Bereits 1985 waren landesweite Unruhen ausgebrochen, nachdem der 15 Jahre alte Michalis Kaltezas von Sicherheitskräften durch einen Kopfschuss getötet worden war.

## Belege
1. ↑  Kathimerini vom 16. März 2009 (englisch)
2. ↑  Internetseite zum Film ‚Parko‘, abgerufen am 15. Juni 2017
3. ↑  Matthias Ebbertz: Angriff auf Exarchia. 15. September 2022, abgerufen am 3. März 2025.
4. ↑  FAZ vom 8. Dezember 2008: Griechischer Aufruhr

Koordinaten: 37° 59′ 10″ N, 23° 44′ 5″ O